# Günter Herzog (Musiker)
Günter „Duke“ Herzog (* 22. Juli 1910 in Breslau; † 1. Dezember 1942 in Sytschowka) war ein deutscher Jazz- und Unterhaltungsmusiker (Trompete, Leiter).
Herzog war in den 1930er Jahren in den Orchestern von Erhard Bauschke und Teddy Stauffer tätig, bevor er 1938 ein eigenes Tanzorchester mittlerer Größe gründete, das in Berlin im Delphi-Palast und der Rosita-Bar auftrat und „recht schnell unter den Jazzfans bekannt wurde“. 1938 und 1939 spielte er einige Schallplatten unter eigenem Namen (u. a. den Limehouse Blues) ein. Auch war er an 16 Aufnahmesitzungen mit dem Orchester von Bauschke zwischen 1936 und 1938 beteiligt. Zu Kriegsbeginn wurde er eingezogen; er starb an der Ostfront.

## Lexikalische Einträge
- Jürgen Wölfer: Jazz in Deutschland. Das Lexikon. Alle Musiker und Plattenfirmen von 1920 bis heute. Hannibal, Höfen 2008, ISBN 978-3-85445-274-4.